# プラ素材
プラ素材（プラそざい）とは、プラスチック（合成樹脂）でつくられた模型用・工作用素材の総称。ただし、単にプラと呼んだ時は、一般的にはスチロール樹脂を指す。

## 概要
プラモデルと同じスチロール樹脂（ポリスチレン）製のプラ素材は、棒状または薄板状の工作用素材で、アクリル樹脂や塩化ビニールと異なり、プラモデル用（スチロール樹脂用）の接着剤で簡単に接着でき、切削加工も容易なのが特徴である。日本国内では、模型メーカーのタミヤがプラモデルの改造用に発売したプラ板とプラ棒が一般的であるが、断面の形状やサイズの種類が豊富なアメリカのエバーグリーン（Evergreen Scale Models）およびプラストラクト（Plastruct）製のものや、プラ板が加熱により収縮することを利用したプラ板遊び用の商品も入手が可能である。
プラモデルが一般化するに従って、モデラーは実物に更に近づけたり、モデル化されていないタイプを作るためにプラモデルの改造を行なうようになった。当初は使用できる素材は限られており、小さな部品はプラモデル製作で余剰となるランナーを加工して作ることができたが、大きな部品に使用できるのは木材だけだった。しかし、木材はプラスチックと全く異なる表面仕上げを必要とし、プラスチックとの接着も難しかったため、木材を用いてプラモデルの改造を行うには高い技術と経験を必要とした。そこで、より手軽に改造を行えるようにするため、当時多くの戦車キットを発売し、情報誌上で改造記事を連載していたタミヤが発売したのがプラ板とプラ棒である。これらはプラモデルと同じ素材で作られていたため接着や塗装も容易であり、以後プラモデルの改造やスクラッチビルドを行う際の必需品となった。販売が長期にわたるにつれプラ板を模型以外に用いることも増え、近年では手軽に入手できる工作用素材として使用されている。エバーグリーンやプラストラクトの製品はタミヤ製ほど入手は容易ではないが、断面形状やサイズの種類が多く、実物の形状を忠実に再現できるため建築模型や鉄道模型でも広く使用されている。

## スチロール樹脂
プラモデルで最もよく使われるのがスチロール樹脂（ポリスチレン）である。

### プラ板
タミヤの商品名はプラバン。白色と透明があり数種類の厚さがある。タミヤのものはB4判が主だが、エバーグリーンのものは厚さと幅で多種に分かれており、筋彫りが施されたものもある。またタミヤは情景用の底板などに用いるスチレンボードも販売している。タミヤから発売されているものは以下のとおり。またかつては0.14 mmおよび0.27 mmのプラペーパーも存在した。
プラバン
- 白色 各B4判…0.3 mm、0.5 mm、1.0 mm、1.2 mm、1.5 mm、2.0 mm
- 透明 各B4判…0.2 mm、0.3 mm、0.4 mm、1.7 mm

プラペーパー
- 白色 各B4判…0.05 mm、0.1 mm、0.2 mm

プラボード
- 白色 各B4判…2 mm、3 mm

スチレンボード
- 白色 各B4判…1 mm、2 mm、3 mm、5 mm

高密度発泡スチロール
- 白色 各B4判…10 mm

### プラ棒
プラスチックの棒。白色と透明があり数種類の太さがある。タミヤのものは5 mmが上限。丸棒と角棒と三角棒がある。
- 丸棒（白色）…1 mm、2 mm、3 mm、5 mm
- 丸棒（透明ソフト）…3 mm、5 mm
- 角棒（白色）…1 mm、2 mm、3 mm、5 mm
- 三角棒（白色）…2 mm、3 mm、5 mm

### プラパイプ
プラスチックのパイプ。透明であり数種類の太さがある。前述のプラ棒の太さに内径が合わせてあるので、組み合わせることが可能。
- 透明…3 mm、5 mm、8 mm

### 型鋼材
エバーグリーンやプラストラクトには角パイプや断面がL字形、H字形など形鋼を模した形状のものもある。タミヤも2011年後半に断面がH形、L形、コ形のプラ材を発売した。タミヤのものは板厚が1 mmに統一されているのが特徴で、形鋼とはプロポーションが異なっている。タミヤ以外では、その他、C字形、T字形、U字形、Z字形 なども発売されている。
- 白色…3 mm コ、3 mm H、3 mm L、5 mm L
- 透明…3 mm コ、3 mm H、3 mm L、5 mm L

## ABS樹脂
ABS樹脂はスチロール樹脂にゴムなどを加えており、耐衝撃性に優れる。通常のプラスチック素材同様に切断・穴開けなどが出来る。ただし、接着剤はスチロール樹脂用とABS樹脂用は異なる。
タミヤからはロボット工作用などにABS樹脂の物も発売されている。3 mmの厚さで、5 mmおきに3 mm (M3) の穴が空いている。ネジとナットで固定できるが、緩く固定できるようにプッシュリベット（3x8 mm、3x10 mm) も発売されている。
- ユニバーサルアーム…170x10 mm I字、210x10 mm I字、L字
- ユニバーサルプレート…160x60 mm、210x60 mm

レゴブロック、ナノブロック、アーテックブロックなどのプラスチックブロックもABS樹脂を使用している。詳細はそれぞれの項目を参照。
その他、0.3-3 mm程度の様々な厚みの平板・角棒・丸棒・三角棒・パイプ・型鋼材などが発売されている。

## 活用法
模型そのものの改造や破損部品の修理、情景用のテクスチュア製作などに用いる。組み立てキットが販売されていないアイテムを製作するスクラッチビルドの素材ともなる。プラ板のみでアクセサリーをつくる、透明プラ板で模型の窓を再現する、など活用法は数多い。
また、これら素材は熱加工が容易であり、POPやファンシーグッズなどを自作するための素材として使われる事もある。プラ板遊びは子供たちの間で定番の遊びとなっており、専用のプラ板セットも売られている。また、過去において模型改造が多くの子供達に親しまれていた点と単に素材として使う需要のために、タミヤのプラ板やプラ棒は文房具店で販売される事も多い。